# Гожакев
Гожакев (пол. Gorzakiew) — село в Польщі, у гміні Гнойно Буського повіту Свентокшиського воєводства.
Населення — 191 особа (2011).
У 1975-1998 роках село належало до Келецького воєводства.

## Демографія
Демографічна структура на день 31 березня 2011 року:
|          | Загалом | Допрацездатний вік | Працездатний вік | Постпрацездатний вік |
| -------- | ------- | ------------------ | ---------------- | -------------------- |
| Чоловіки | 92      | 22                 | 54               | 16                   |
| Жінки    | 99      | 17                 | 52               | 30                   |
| Разом    | 191     | 39                 | 106              | 46                   |